# ドゥル天

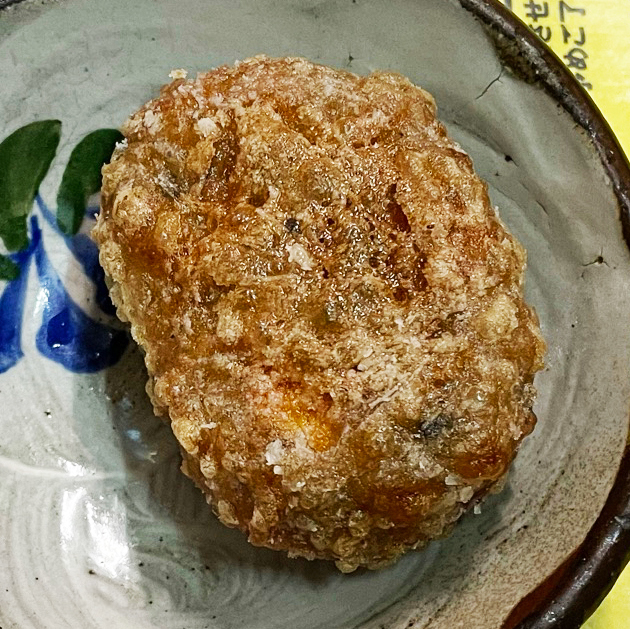
ドゥル天

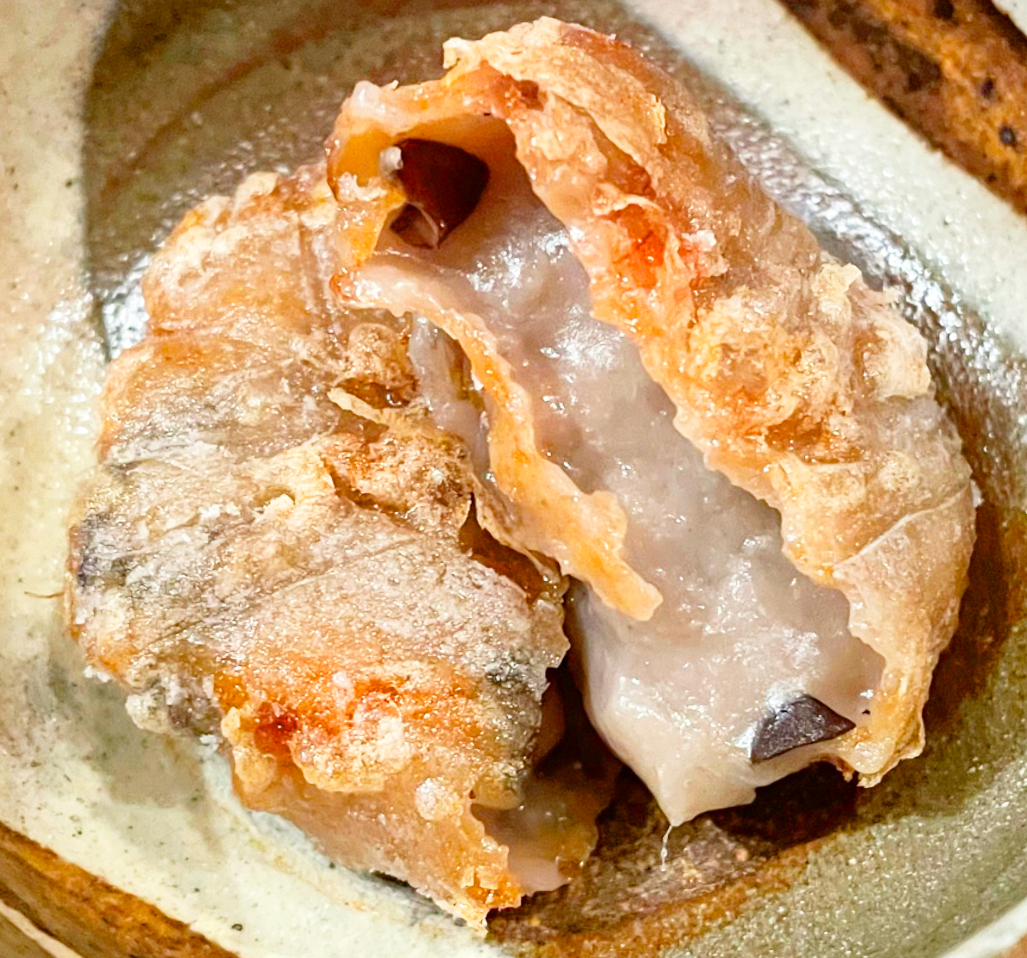
ドゥル天の中身

ドゥル天（どぅるてん）は、タイモを使った沖縄県の揚げ物料理。ドゥルワカシーに衣を付けて揚げることで作る。ひらがなで「どぅる天」とも書く。沖縄県の郷土料理だが、その歴史は新しい。

## 概要
ドゥル天とは、ドゥルワカシー(泥沸かし)の天ぷら、という意味である。ただし、通常の天ぷらのように小麦粉と卵を使った衣が使われるわけではない。発祥店のうりずんでは、元々は素揚げをしていたが、その後はコロッケと同様にパン粉を衣に使うようになっている。片栗粉を衣に使う場合など、ほかにも様々なバリエーションがある。
ドゥルワカシーは琉球王国時代からの伝統料理で、南西諸島のタイモ(田芋)や芋茎に、だし汁を加えて煮込み、豚肉やかまぼこ、シイタケを加えて練りつぶして作る、キントンのような食感の料理である。

## 歴史
昭和52年(1977)年ごろのある日、那覇市の琉球料理店「うりずん」で、料理人が、売れ残ったドゥルワカシーをもったいないと思い、これをコロッケのように丸めて油で素揚げにしたところ、店主やスタッフに大好評で、まかないやおやつになった。その後、素揚げではなくパン粉を使った衣揚げに改良。その存在が店の客にも知れ渡り、裏メニューとして提供したところ大好評となったため、「うりずん」の定番メニューに格上げされた。それが広まり、現在では全国各地の沖縄料理店でも提供されるようになった。